# Церква Святої Катерини (Брюссель)
Церква Святої Катерини (фр. Église Sainte-Catherine, нід. Sint-Katelijnekerk) — церква в центрі Брюсселя, на площі святої Катерини.

## Історія
Церква була побудована на місці колишнього порту і рибного ринку. Поруч була середньовічна церква святої Катерини XV століття, знесена у 1893.
Нинішня церква будувалася у 1854-1874 роках за проектом архітектора Жозефа Пуларта, творця монументального Палацу правосуддя. 
У 1950 обговорювалася можливість знесення церкви і розширення площі. У 2011-2014 закрита через аварійний стан. З 2014 року знову відкрита для богослужінь.
На схід від церкви знаходиться одна з небагатьох збережених частин колишньої стіни міста Брюссель.

## Галерея

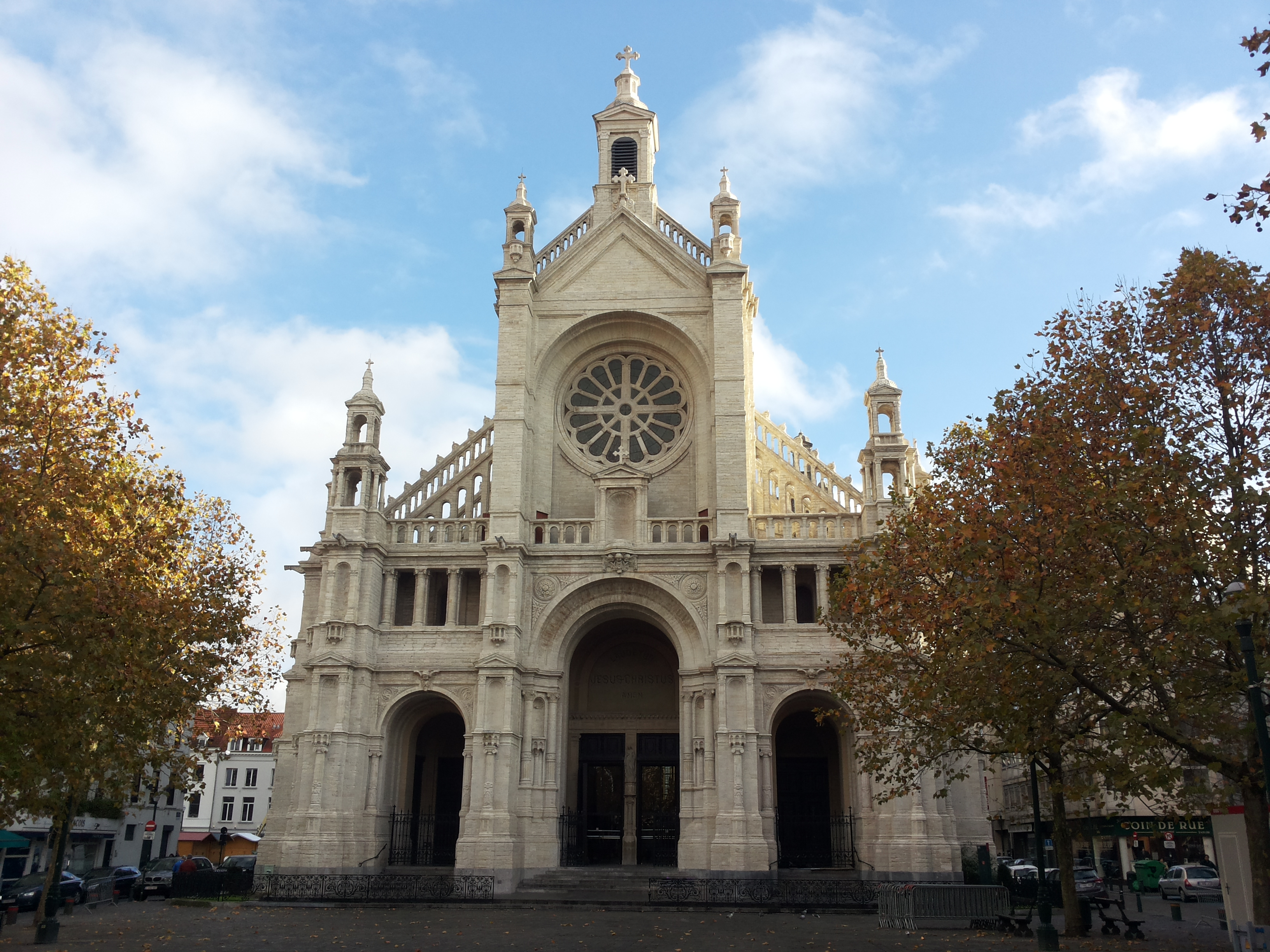
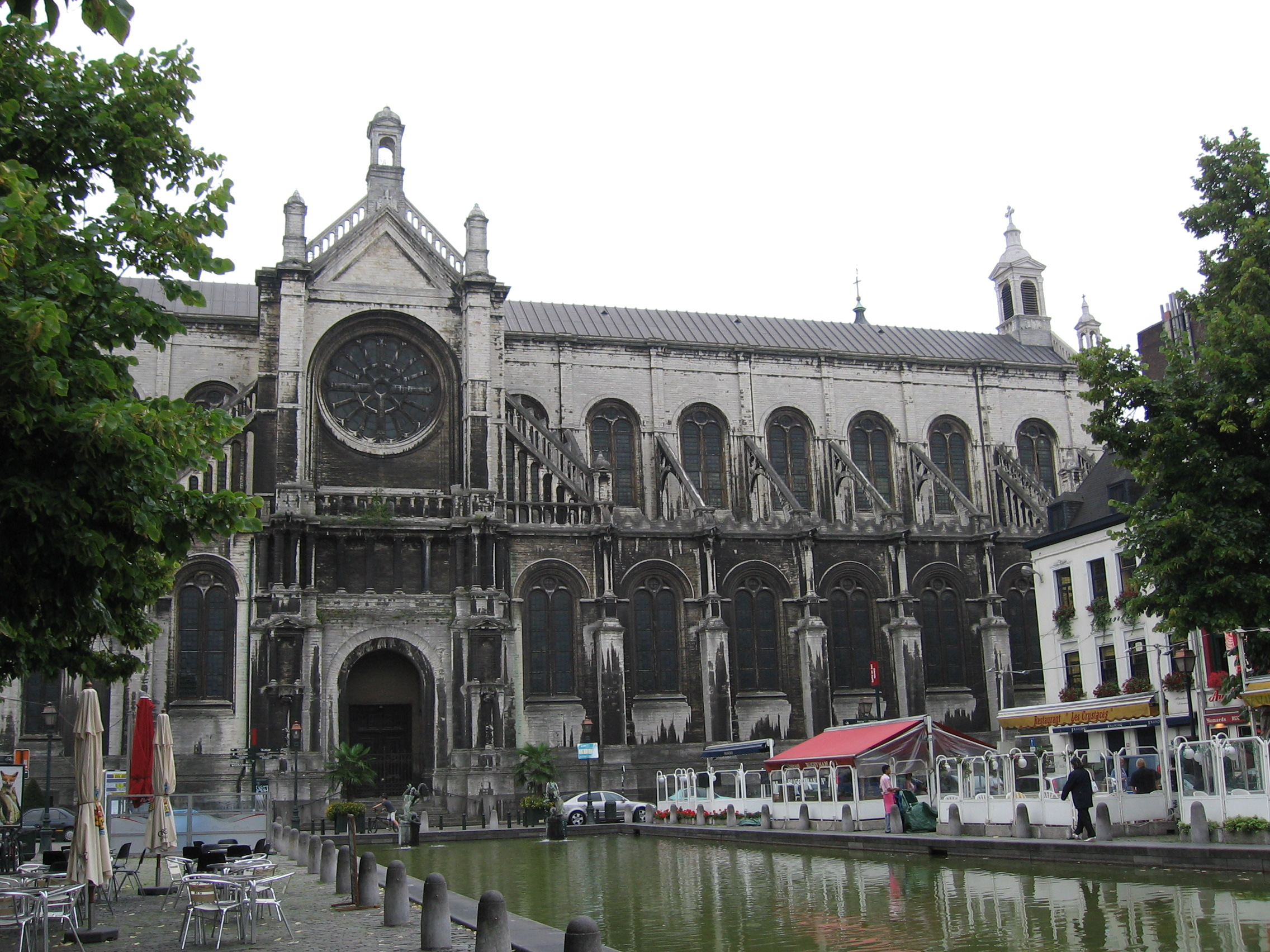
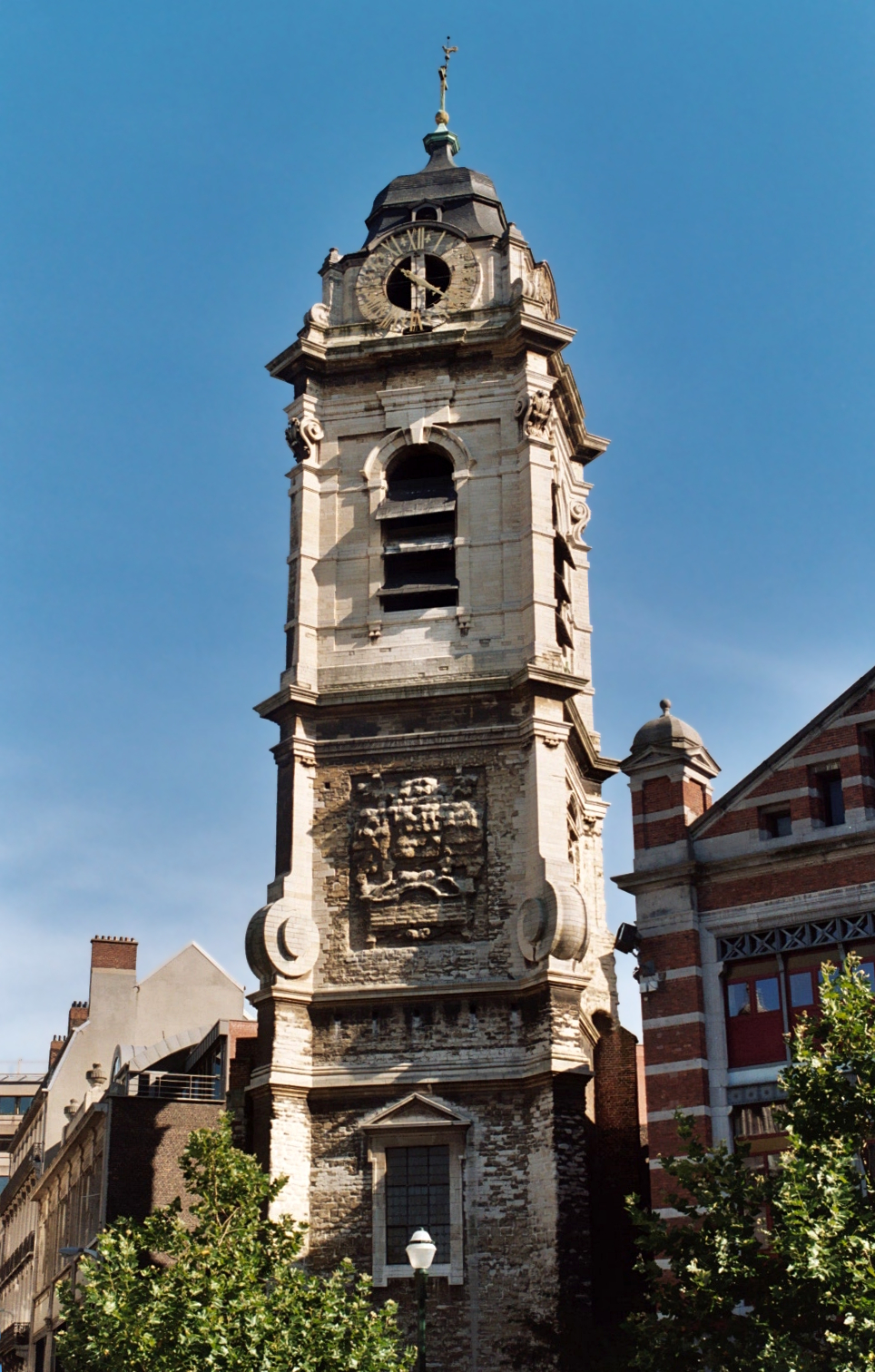
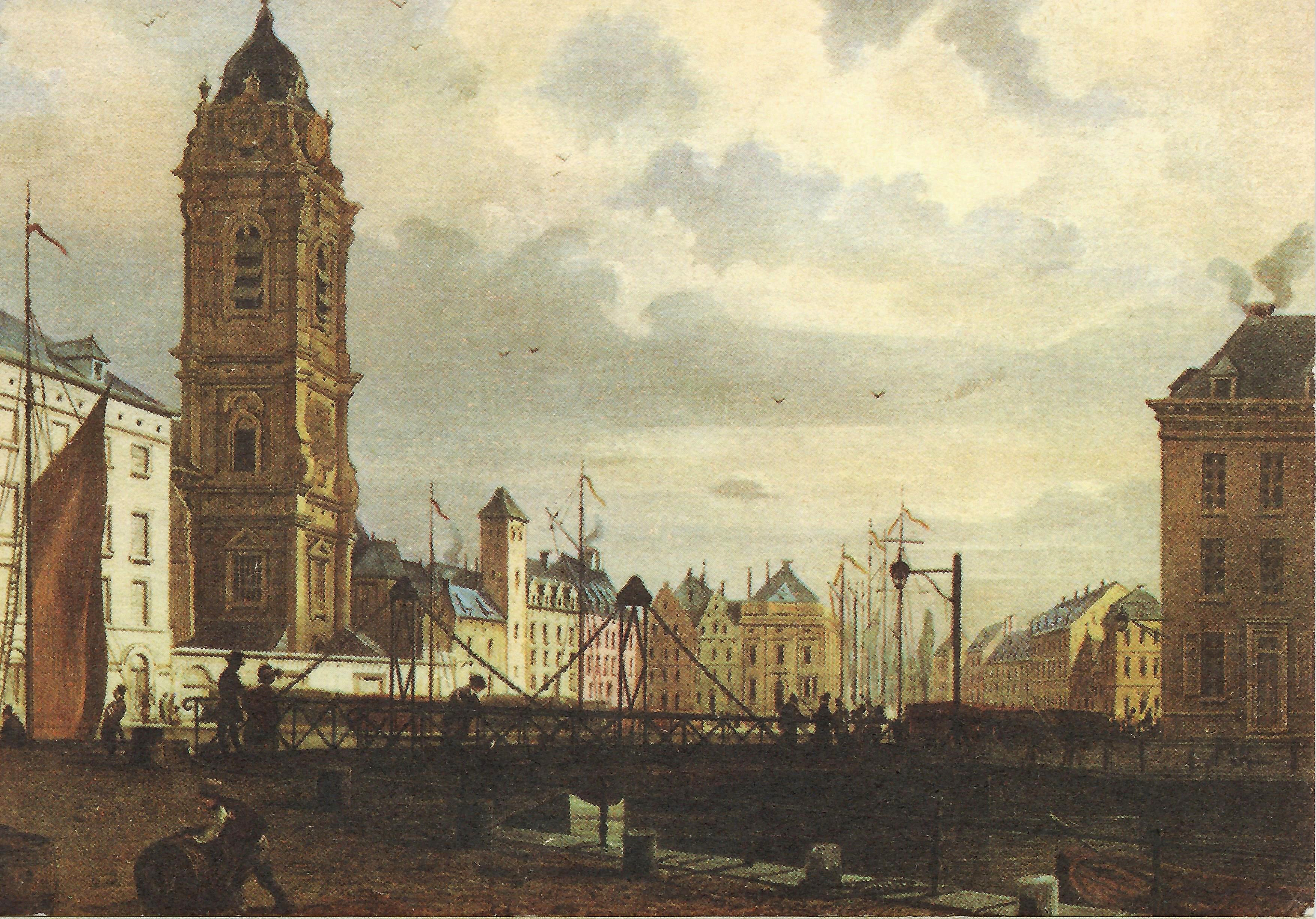